# Tegenaria bucculenta
Tegenaria bucculenta es una especie de araña araneomorfas de la familia Agelenidae.

## Distribución geográfica
Es endémica del centro y oeste de la península ibérica (España y Portugal).